# Rejon pierwomajski (Nowosybirsk)
Rejon pierwomajski w Nowosybirsku (ros. Первомайский район) – rejon rosyjskiego miasta Nowosybirsk.

## Charakterystyka
Położony na prawym brzegu Obu, zajmujący powierzchnię 71,7 kilometrów kwadratowych. Dane z 2010 roku wskazują, że zamieszkuje go 76 215 osób, a kilka lat wcześniej było to około 72 600. Jest to tym samym dzielnica o najniższej gęstości zaludnienia w całym Nowosybirsku. Dzielnica powstała wokół torów kolejowych i jednej z pomniejszych stacji kolejowych znajdujących się na tym obszarze. Początkowo zamieszkiwali ją robotnicy pracujący w zlokalizowanych w pobliżu kompleksach przemysłowych, a także pracownicy związani z kolejnictwem. Pierwszy raz pojawia się na mapie administracyjnej Nowosybirska w 1928 roku, a dziesięć lat później, w 1938 roku otrzymał obecną nazwę. Nazwę dzielnicy nadaje Święto Pracy, które było zawsze hucznie obchodzone w Związku Radzieckim. Od zachodu na wschód jego wymiary wynoszą 7 kilometrów, a od północy na południe 8 kilometrów. Rejon znajduje się niejako na uboczu centrum miasta i wielkich dzielnic sypialnych, oddzielony Obem oraz kilkoma mniejszymi rzekami. W opinii mieszkańców Nowosybirska ma on charakter małomiasteczkowy. Jeśli sama nazwa rejonu ma nawiązywać do ruchu komunistycznego, to podobnie jest z patronami ulic miasta, które noszą m.in. nazwy Bohaterów Rewolucji, Wasilija Czapajewa czy Czerwonej Pochodni. Dzielnica znana jest także z hodowli kwiatów, tzw. róż pierwomajskich, ale także lilii i innych. Prawie 30 kilometrów kwadratowych powierzchni rejonu zajmują tereny zielone i rekreacyjne. 
W rejonie pierwomajskim znajduje się też kilka zakładów przemysłowych, ale także areszt kryminalny, swe siedziby lokują tu także chętnie firmy transportowe. Ważnym zakładem przemysłowym jest fabryka produkująca elektrowozy. Znajdują się tu także ogródki działkowe a także szklarnie oraz kilka mniejszych oddziałów instytutów badawczych związanych z naukami przyrodniczymi. Odległość od centrum miasta, brak stacji metra, przy istnieniu sporych terenów dostępnych pod budownictwo mieszkaniowe, sprawiają, że jeśli chodzi o ceny mieszkań i nieruchomości jest to jeden z najtańszych rejonów w całej nowosybirskiej metropolii. Po rozpadzie Związku Radzieckiego rozpoczęto na tym terenie duże inwestycje w powstanie nowych budynków mieszkalnych, ale jednocześnie według danych z roku 2010 to także tu znajduje się najwięcej rozpoczętych, ale z różnych powodów, nie ukończonych inwestycji. Dominuje niska zabudowa, jedynie 37% ulic w rejonie jest utwardzonych. W dzielnicy znajduje się 29 szkół, 13 przedszkoli, a także 9 bibliotek.

## Transport
Dzielnica znajduje się w strukturze nowosybirskich sieci tramwajowej oraz autobusowej. Na obszarze pierwomajskiego rejonu nie znajduje się żadna stacja Nowosybirskiego Metra. W długofalowym planie rozwoju przewiduje się jednak powstanie w tym miejscu nowej linii, Pierwomajskajej, której rejon użyczy nazwę.